# Usseaux

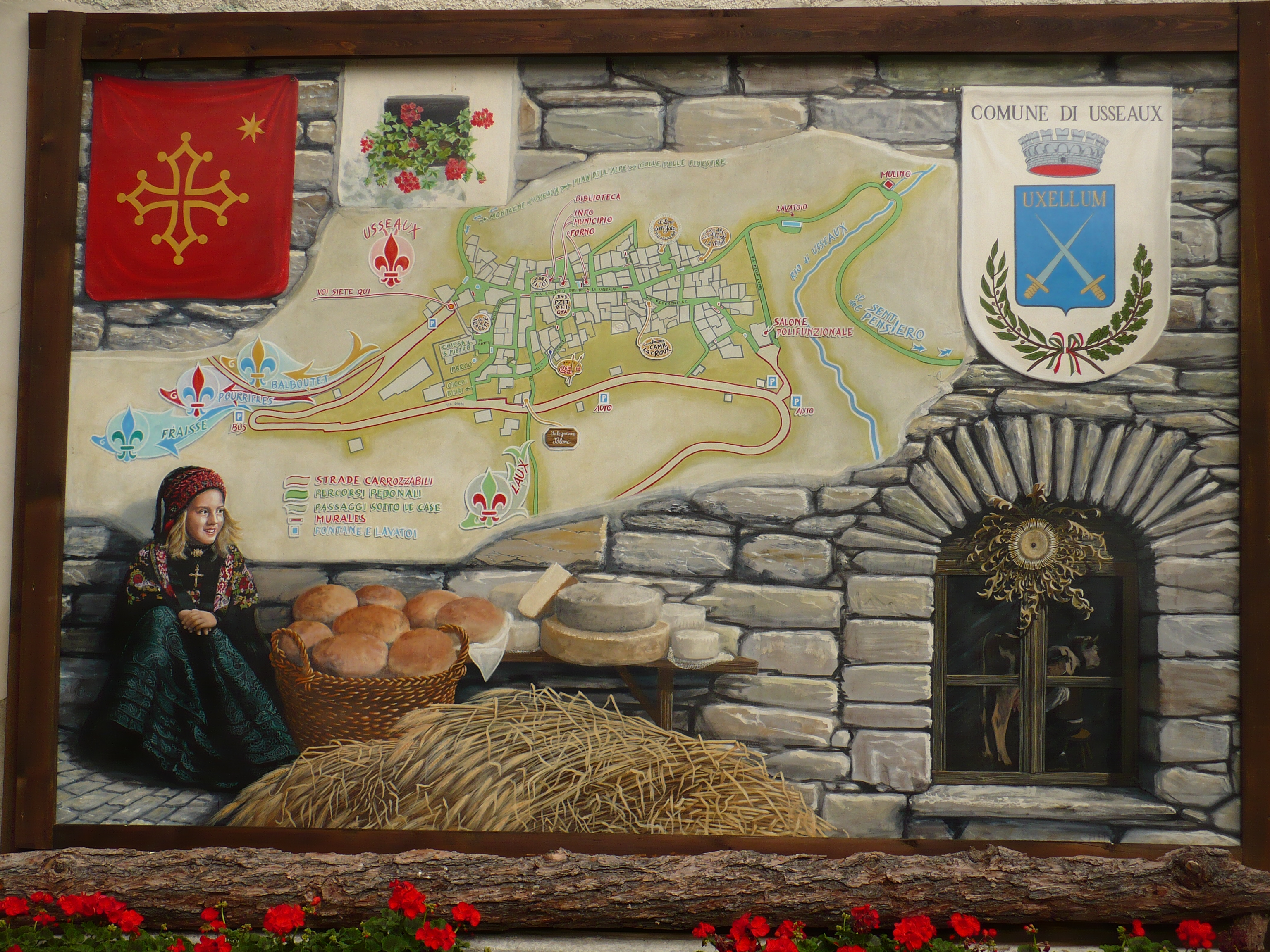
Usseaux

Usseaux là một đô thị ở tỉnh Torino trong vùng Piedmont, có vị trí cách khoảng 50 km về phía tây của Torino, nước Ý. Tại thời điểm ngày 31 tháng 12 năm 2004, đô thị này có dân số 190 người và diện tích là 38,5 km².
Usseaux giáp các đô thị: Exilles, Chiomonte, Gravere, Meana di Susa, Pragelato, và Fenestrelle.